# Barskapronca
Barskapronca (szlovákul: Kopernica, németül: Deutsch-Litta) község Szlovákiában, a Besztercebányai kerületben, a Garamszentkereszti járásban.

## Fekvése
Körmöcbányától 5 km-re, délnyugatra található.

## Története
1444-ben említik először, az esztergomi érsekség birtoka volt. Már ekkor állt Szent Márton temploma. 1536-ban malma és 32 portája létezett. 1601-ben 74 ház állt a településen. 1720-ban malma és 78 adózó háztartása volt; ez utóbbiból 39 bányász, 8 pedig kézműves családé. 1776-tól az akkor alapított besztercebányai püspökségé lett. A 18. századtól nemesi község. 1828-ban 152 házában 1045 lakos élt, akik nagyrészt a szomszédos bányákban dolgoztak, illetve malomköveket gyártottak.
Vályi András szerint: „KAPRONCZA. Elegyes falu Bars Várm. földes Ura a’ Besztertzei Püspökség, lakosai katolikusok, fekszik Sz. Kereszthez más fél órányira, határja a’ Szlaszkához hasonló."
Fényes Elek szerint: „Kaproncza, (Deutsch Litte), német falu, Bars m. Körmöcz mellett: 1045 kath. lak. Kath. paroch. templom. Nagy erdő. Sovány köves határ. F. u. a beszterczei püspök."
Bars vármegye monográfiája szerint: „Kaproncza, Körmöczbánya közelében fekvő német kisközség, 1151 róm. kath. vallású lakossal. Egyike a régi német telepítvényes községeknek és mint ilyen Deutsch-Litta néven szerepelt. Az esztergomi érsekségé volt, azután pedig a beszterczebányai püspöké, kinek itt ma is nagyobb birtoka van. A XVIII. század vége felé már Kopernicza tót nevével is találkozunk. Egyháza már 1349-ben szerepel. Határában kiváló minőségű édesvízi kvarcz van, melyből nagy keresletnek örvendő malomkövek készülnek. A község postája, távirója és vasúti állomása Körmöczbánya."
A trianoni békeszerződésig Bars vármegye Garamszentkereszti járásához tartozott.
A község a háború után is megőrizte német jellegét, lakói kőművességgel, erdei munkákkal, földműveléssel foglalkoztak. A második világháború után német lakosságát kitelepítették és a Felső-Garam vidékéről szlovákokkal telepítették be. 1949-ben alakult földműves szövetkezete, mely 1955-ben állami tulajdonba került. Később lakói főként a közeli Körmöcbánya üzemeiben dolgoztak.

## Népessége
| Év:            | 1994. | 2004.   | 2014.   | 2024.    |
| -------------- | ----- | ------- | ------- | -------- |
| Emberek száma: | 411   | 428     | 433     | 384      |
| Eltérés:       |       | +4,13 % | +1,16 % | -11,31 % |

| Év:            | 2023. | 2024.   |
| -------------- | ----- | ------- |
| Emberek száma: | 389   | 384     |
| Eltérés:       |       | -1,28 % |

1910-ben 1272-en, túlnyomórészt német anyanyelvűek lakták.
2001-ben 409 lakosából 394 szlovák és 22 német volt.
2011-ben 424 lakosából 350 szlovák, 20 cigány és 12 német volt.
2021-ben 397 lakosából 370 (+2) szlovák, (+6) cigány, 1 magyar, (+1) ruszin, 8 egyéb és 18 ismeretlen nemzetiségű volt.

## Nevezetességei
- Szent Márton tiszteletére szentelt, római katolikus temploma 14. századi gótikus eredetű. 1743 és 1749 között barokk stílusban építették át, 1929-ben bővítették. Híres kultúrtöténeti emléke az 1500 körül készített késő gótikus Madonna-szobor.
- A falu északi részén 18. századi kápolna található.